# Клеткамп
Клеткамп (нем. Kletkamp) — община в Германии, в земле Шлезвиг-Гольштейн. 
Входит в состав района Плён. Подчиняется управлению Лютенбург-Ланд.  Население составляет 128 человек (на 31 декабря 2010 года). Занимает площадь 11,52 км².